# 爆誕
『爆誕』（ばくたん）は、大槻ケンヂ率いる特撮の1枚目のアルバム。2000年2月23日に徳間ジャパンコミュニケーションズよりリリース。

## 解説
特撮のファーストアルバム。シングル「アベルカイン」が収録されている。初回限定版では「アベルカイン〜かわいいヴァージョン〜」が収録されている。
2008年12月10日にリマスタリング盤が発売された。

## 収録曲
1. アベルカイン
作詞・作曲：大槻ケンヂ / 編曲：特撮
2. 身代わりマリー
作詞：大槻ケンヂ / 作曲：FIVESNATCH / 編曲：特撮
3. キャラメル
作詞：メーテル(レモンフーリガン) / 作曲：社長(レモンフーリガン) / 編曲：特撮
4. 文豪ボースカ
作詞：大槻ケンヂ / 作曲：MASTER K / 編曲：特撮
5. ピアノ・デス・ピアノ
作詞：大槻ケンヂ / 作曲：本城聡章 / 編曲：特撮
6. 美少年で探偵でS
作詞：大槻ケンヂ / 作曲：内田雄一郎 / 編曲：特撮
7. 13階の女
作詞・作曲：長沢博行 / 編曲：特撮
8. マリリン・マラソン
作詞：大槻ケンヂ / 作曲：NARASAKI / 編曲：特撮
9. ピアノ・デス・ピアノ 愛のテーマ
作詞・作曲NARASAKI / 編曲：特撮
10. テレパシー
作詞・作曲：大槻ケンヂ / 編曲：特撮
11. SM作家
作詞：大槻ケンヂ / 作曲：FIVESNATCH / 編曲：特撮
12. 特撮のテーマ
作詞：大槻ケンヂ / 作曲：NARASAKI / 編曲：特撮
13. アベルカイン〜かわいいヴァージョン〜
作詞・作曲：大槻ケンヂ / 編曲：特撮
初回限定盤のみ